# Raadhuis van Ouddorp

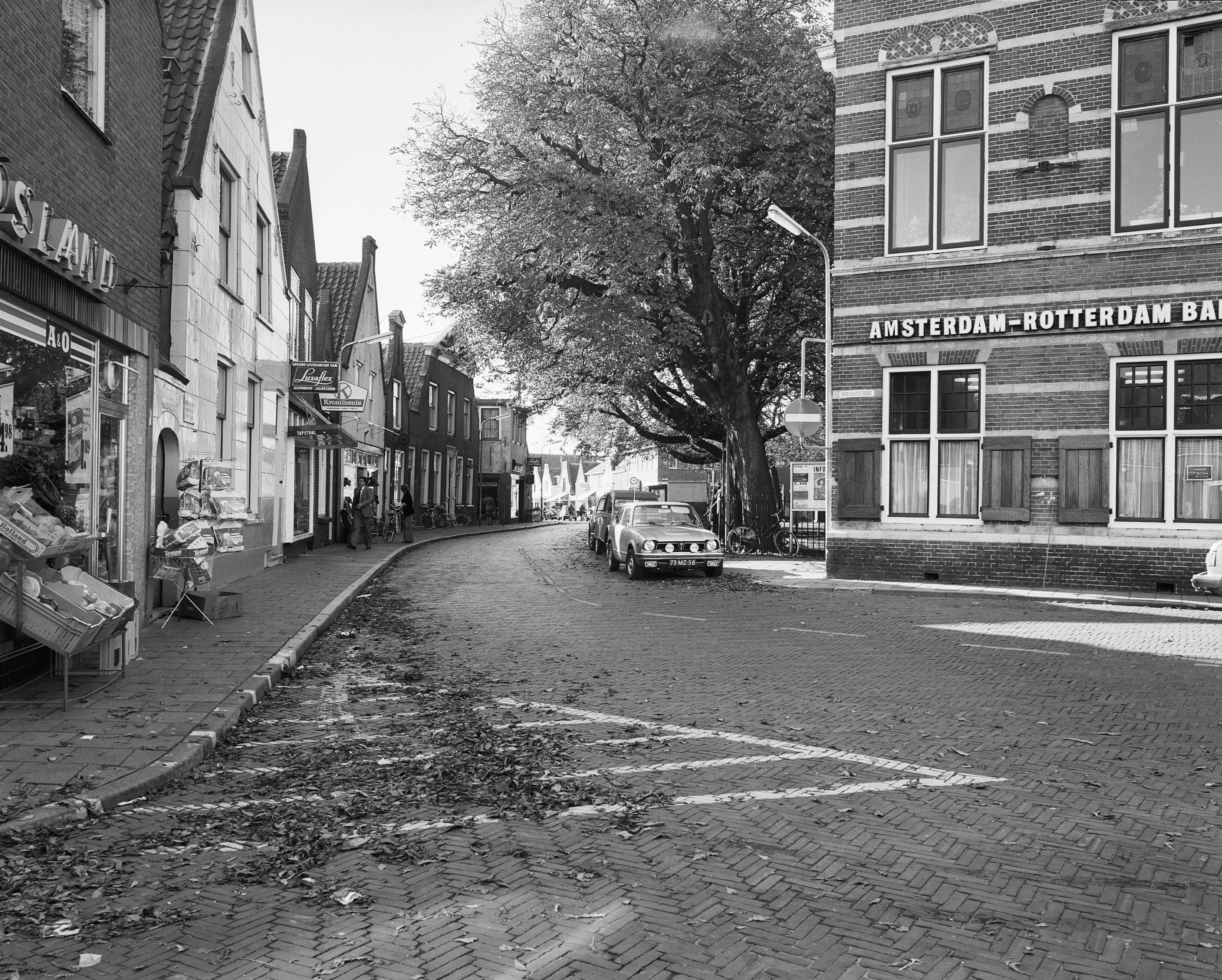
Het raadhuis als bankgebouw in 1977

Het Raadhuis van Ouddorp, in de Nederlandse provincie Zuid-Holland, fungeerde als gemeentehuis en polderhuis van Ouddorp tot respectievelijk 1966 en 1969. Het is gebouwd in het jaar 1904 op de plaats van het vorige raadhuis dat te klein was geworden. Het raadhuis is uitgevoerd in neorenaissancestijl en ontworpen door Tjeerd Kuipers. Tegenwoordig doet het gebouw dienst als streekmuseum en openbare bibliotheek. Het Museum Ouddorps Raad- en Polderhuis is voornamelijk in de zomer geopend. Vanaf 2004 is het voormalige raadhuis een officiële trouwlokatie.

## Geschiedenis
Voor het huidige raadhuis bestond er reeds een raadhuis dat ook wel rechthuis werd genoemd. In de 18e eeuw werden de vergaderingen gehouden in het huis van de ambachtsheer. Echter in 1779 vond de toenmalige ambachtsheer Pieter Grinwis, dat aan dit aloude gebruik een einde diende te komen. Op vrijdag 17 september 1779 belegde hij een zogenaamde extra ordinaire vergadering van Schout en Mannen van Beschikke tezamen met de Schepenen en de ingelanden van de onder Ouddorp ressorterende polders. In deze vergadering werd op voorstel van ambachtsheer Pieter Grinwis besloten om, indien geen ander geschikt huis gevonden kon worden, over te gaan tot het bouwen van een rechthuis. Volgens een opgestelde begroting was hiermee een bedrag gemoeid van 2400 gulden. Het gebouw werd neergezet op de plaats van het huidige raadhuis.
De ingelanden van de polders verplichtten zich om ieder jaar 50 gulden te betalen. Voorts werd besloten om voor een periode van 33 jaar een omslag te gaan heffen van acht penningen per gemet over de kostbare landen en twee penningen per gemet over de zogenaamde haygemeten. Jaarlijks werd hierdoor een bedrag van 50 gulden afgelost op het nieuw gebouwde rechthuis.
Op 30 augustus 1900 werd in de gemeenteraadsvergadering door de voorzitter voorgesteld om een gecombineerde vergadering te houden met de polderbesturen teneinde de bouw van een nieuw raad- en polderhuis te bespreken. In februari van het jaar 1904 werd door Burgemeester en Wethouders van Ouddorp aan architect Tjeerd Kuipers te Amsterdam opdracht gegeven de nodige plannen te maken voor een nieuw raadhuis. Dit raadhuis moest verrijzen op de plaats van het oude raadhuis. Het nieuwe gebouw moest bevatten een secretarie, een burgemeesterskamer, een secretarie voor de poldersecretaris, twee arrestantenlokaaltjes, een raadzaal die tevens dienst zou doen voor de jaarlijkse vergaderingen van de ingelanden van de vier polders, een bodekamer, archief, de nodige toiletten, bergplaatsen enz. Het oude raadhuis zou worden afgebroken terwijl bepaald werd dat de oude afkomende stenen gebruikt konden worden voor de fundamenten van het nieuwe gebouw.
In de gemeenteraadsvergadering van 29 april 1904 werd het door architect Kuipers ingediende plan goedgekeurd, in diezelfde raadsvergadering werd de bouwsom bepaald op 11.000 gulden. De openbare aanbesteding vond plaats op 16 juni 1904. Aannemers werden metselaar Poulus Boelaars en timmerman Job Mierop voor een bedrag van 7.855 gulden. De eerste steen werd gelegd op 1 augustus 1904 door Maria Carolina Karsten, de dochter van de toenmalige burgemeester Simon Johannes Karsten. Het gebouw werd gebouwd in neorenaissancestijl. De buitenmuren zijn gemetseld van donkergrijze klinkers met banden van witte kalkzandsteen uit de fabriek Kranenburg te Den Haag.
Boven de ingang is het Ouddorps gemeentewapen in zandsteen gehouwen. Het wapen bestaat uit vier zogenaamde kwartieren en is samengesteld uit de wapens van de vier polders van Ouddorp. De polder Ouweland stelt een poort voor waaruit een ruiter te paard komt. De polder Oude Nieuwland laat twee voetbogen en de polder West Nieuwland een papegaai op een tak zien. De polder Oude Oostdijk ten slotte wordt uitgebeeld door een burcht. De inwijding van het nieuwe raadhuis had plaats op 20 januari 1905.
Het raadhuis was tot 1 januari 1966 als zodanig in gebruik en tot 1969 nog als polderhuis van Waterschap De Polder Goeree. Burgemeesters in deze periode waren onder meer Gerard Hermans en Koos Kleijnenberg. Na 1969 werd het gebouw gebruikt door de AMRO Bank terwijl er tot 1980 tevens een boekhoudkundig bureau in was gehuisvest. In het gebouw is nu het museum ondergebracht dat wordt beheerd door de stichting Ouddorps Raad- en Polderhuis.